# هرپس‌ویریده
هرپس‌ ویریده (نام علمی: Herpesviridae) تیره‌ای از دی‌ان‌ای ویروس‌ها است از گروه اول طبقه‌بندی بالتیمور (dsDNA) که گونه‌های آن عامل بیماری‌های مختلفی مانند تبخال هستند.

## طبقه‌بندی
این ویروس از گروه اول طبقه‌بندی بالتیمور و دارای ژنوم دی‌ان‌ای دورشته‌ای خطی  (dsDNA) است.
به سه زیر خانواده تقسیم می‌شود:
آلفا هرپس ویروس:ویروس تمایل به تکثیر در سلول‌های عصبی دارد.
بتا هرپس ویروس:ویروس تمایل به ایجاد عفونت‌های نهفته در غدد بزاقی و سلول‌های سیستم لنفاوی و سلول‌های کلیه دارد.
گاما هرپس ویروس:ویروس تمایل به ایجاد عفونت‌های نهفته در سلول‌های لنفو بلاست(پیش ساز لنفوسیت) و بروز تومورهای سرطانی دارد.

## بیماری‌زایی
آلودگی به این ویروس در انسان می‌تواند موجب ابتلا به تبخال، تبخال تناسلی، زونا، آبله مرغان، روزئولا و سارکوم کاپوزی شود. انتقال ویروس از راه‌های مختلف مانند تنفسی، از طریق خون، آمیزش جنسی و از مادر به جنین می‌باشد.
| هرپس ویریده (HHV) |                                                                        |          |                               | |                             |                                                             |
| نوع               | نام معادل                                                              | زیرگروه  | سلول هدف اولیه                | پاتوفیزیولوژی | محل دوره خاموشی ویروس       | روش انتقال                                                  |
| HHV‑۱             | ویروس هرپس سیمپلکس-1 (HSV-1)                                           | α (آلفا) | موکواپی‌تلیال                  | دهانی یا تبخال دستگاه تناسلی (عمدتاً اوروفاشیال), همانند عفونت سایر هرپس‌ویریده | یاخته‌های عصبی               | تماس نزدیک (دهانی یا بیماری‌های آمیزشی)                      |
| HHV-2             | ویروس هرپس سیمپلکس-2 (HSV-2)                                           | α        | موکواپی‌تلیال                  | دهانی یا تناسلی (عمدتاً تناسلی), همانند عفونت سایر هرپس‌ویریده | نورون                       | تماس نزدیک (تماس دهانی یا آمیزشی)                           |
| HHV-3             | ویروس واریسلا زوستر (VZV)                                              | α        | موکواپی‌تلیال                  | آبله مرغان و زونا | نورون                       | تنفسی و تماس نزدیک (including sexually transmitted disease) |
| HHV-4             | اپشتین بار ویروس (EBV), lymphocryptovirus                              | γ (گاما) | لنفوسیت‌های بی و بافت پوششی    | مونونوکلئوز عفونی، لنفوم بورکیت، لنفوم اولیه CNS در بیماران ایدزی، post-transplant lymphoproliferative syndrome (PTLD), nasopharyngeal carcinoma, HIV-associated hairy leukoplakia | B cell                      | تماس نزدیک، انتقال خون، پیوند اندام و مادرزادی              |
| HHV-5             | سیتومگالوویروس (CMV)                                                   | β (بتا)  | مونوسیت، لنفوسیت و بافت پوششی | مونونوکلئوز عفونی-like syndrome, retinitis, etc. | Monocyte, lymphocyte, and ? | بزاق، ادرار، شیر مادر و غیره                                |
| HHV-6A and 6B     | Roseolovirus, Herpes lymphotropic virus                                | β        | لنفوسیت تی و؟                 | بیماری ششم (روزئولا اینفانتوم یا exanthem subitum) | لنفوسیت تی و؟               | تنفسی و تماس نزدیک؟                                         |
| HHV-7             |                                                                        | β        | لنفوسیت تی و؟                 | (روزئولا اینفانتوم یا exanthem subitum) | لنفوسیت تی و؟               | ?                                                           |
| HHV-8             | Kaposi's sarcoma-associated herpesvirus (KSHV), a type of rhadinovirus | γ        | Lymphocyte and other cells    | سارکوم کاپوزی، primary effusion lymphoma, some types of multicentric Castleman's disease                                                                                           | B cell                      | تماس نزدیک (جنسی), بزاق                                     |